# Biroul Internațional al Educației

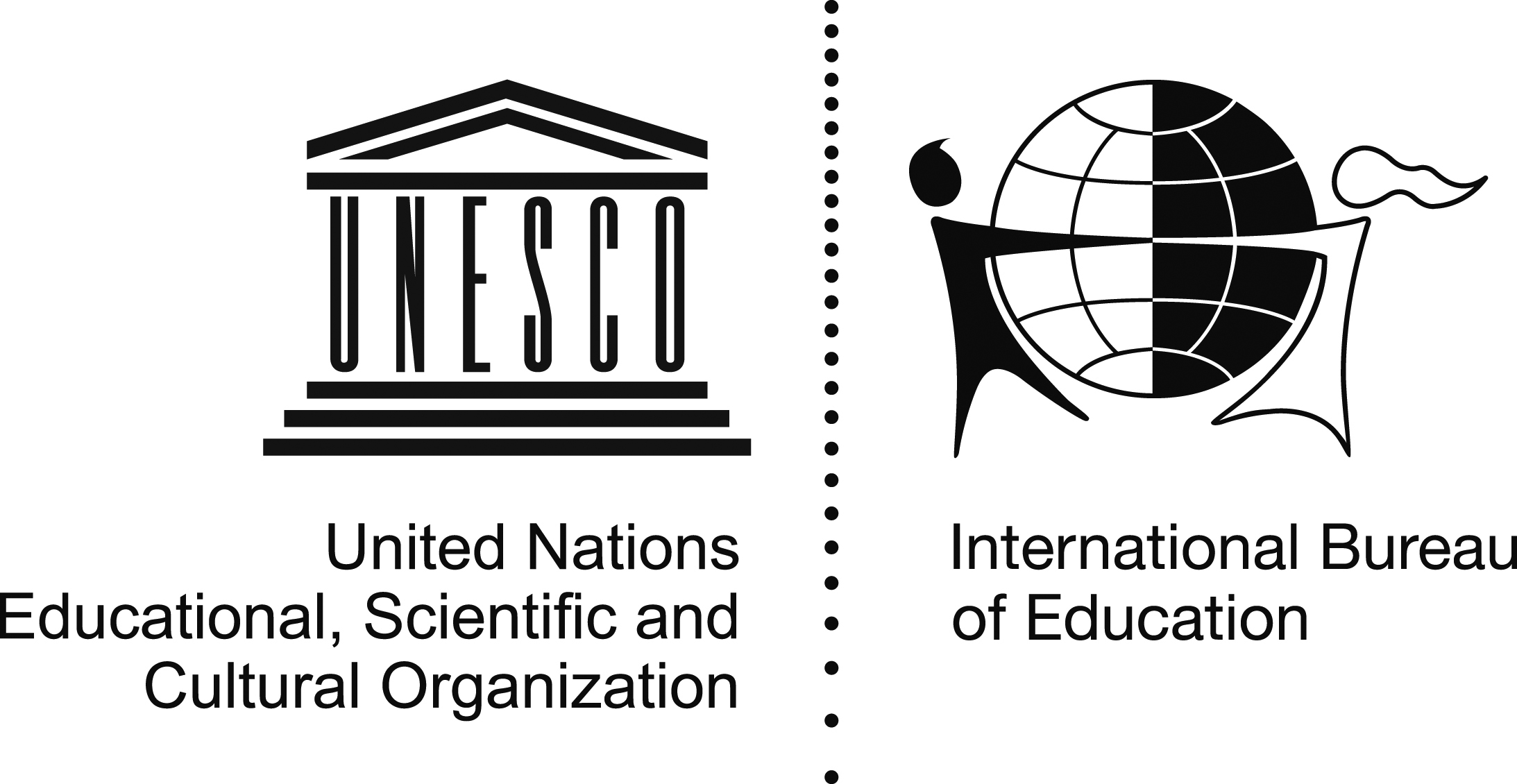
Logo-ul de Biroul internațional al educației

Biroul Internațional al Educației este o organizație sub egida UNESCO specializată în dezvoltarea conținutului, a metodei și a structurii actului pedagocic. Organizația a fost fondată în 1925, la Geneva (Elveția). Misiunea inițială era colecția de documente referitoare la învățământul public și privat, de cercetare științifică și de coordonare a instituțiilor și asociațiilor care sunt interesate de educație, în general. Printre directorii săi a figurat bine-cunoscutul pedagog Jean Piaget. În 1969, biroul a devenit parte din patrimoniul UNESCO.

## Acțiunile și rezoluții
- Notă Istorică (1934-1977).[1]